# Escola Esperidião Marques
A Escola Estadual Esperidião Marques é uma edificação de ensino tombada, localizada na cidade de Cáceres, no interior do estado do Mato Grosso, no Brasil. É a primeira escola pública da cidade, tendo sido inaugurada em 1913, de frente para a Praça Duque de Caxias.

## História
O Grupo Escolar Costa Marques foi criado por meio do Decreto nº 297, de 17 de janeiro de 1912, como parte de uma política estadual que criou escolas nas cidades mais prósperas: Cuiabá, Campo Grande, São Luiz de Cáceres, Corumbá, Poconé e Rosário Oeste. O Sr. José Corbelino foi contratado por 197.125$000 para a construção da edificação, em um lote de 2.340,00m² doado pelo Cel. José Dulce, de frente para a Praça Duque de Caxias. Por conta das modificações de projeto, a obra custou o total de 215.005$700, e durou sete anos.
Esperidião Marques foi inaugurada em 09 de março de 1920, sendo a primeira escola da cidade. Até então, as aulas eram ministradas por pessoas que haviam adquirido algum estudo em outras localidades em suas próprias residências. Compuseram o primeiro grupo discente da instituição os alunos do professor Octávio Motta, da Professora Escholástica Botelho e a da Professora Ritta Garcia. O primeiro Diretor do Grupo Escolar Esperidião Marques foi o Professor José Rizzo, e foram organizadas duas classes do 1º ano primário e uma do 2º ano.
Ao longo e 14 anos, o prédio abrigou o Ginásio Estadual Onze de Março, que aguardava sua sede própria, cuja construção iniciou em 1953, à Praça da Bandeira.
No final do ano de 2020, a escola foi fechada junto com outras 14 outras escolas do estado do Mato Grosso por diversas causas. No caso da EEEM, o principal motivo foi a impossibilidade de instalação de aparelhos de ar-condicionado para combater as altas temperaturas. Os 79 estudantes dos anos iniciais e os 177 dos anos finais do Ensino Fundamental foram realocados para as escolas Natalino Ferreira Mendes e Onze de Março, instituições com índices de aprendizagem mais elevados.

## Arquitetura
A edificação que abriga a Escola Estadual Esperidião Marques foi construída em estilo arquitetônico neoclássico e possui 1.416,00m² de área construída. A fachada possui pilastras, platibanda e dois frontões. Sua
fundação é em pedra, estrutura de tijolão dobrado, cobertura em telha de cimento amianto, piso e mosaico em cerâmica, forro de madeira, janelas e portas de madeira, em arco abatido e arco pleno com bandeira em vidro.
O imóvel passou por várias ampliações.

## Tombamento
A Escola Esperidião Marques fica localizada dentro da poligonal do Conjunto urbanístico e paisagístico do Centro Histórico de Cáceres, tombado pelo Instituto do Patrimônio Histórico e Artístico Nacional (IPHAN), em 2010. A edificação fez parte da poligonal histórica de Cáceres desde o mapeamento do sítio histórico em 1988.